# Salem (Oklahoma)
Salem és una concentració de població designada pel cens dels Estats Units a l'estat d'Oklahoma. Segons el cens del 2000 tenia 89 habitants.

## Demografia
Segons el cens del 2000, Salem tenia 89 habitants, 40 habitatges, i 26 famílies. La densitat de població era de 10,4 habitants per km².
Dels 40 habitatges en un 30% hi vivien nens de menys de 18 anys, en un 52,5% hi vivien parelles casades, en un 7,5% dones solteres, i en un 35% no eren unitats familiars. En el 32,5% dels habitatges hi vivien persones soles el 10% de les quals corresponia a persones de 65 anys o més que vivien soles. El nombre mitjà de persones vivint en cada habitatge era de 2,23 i el nombre mitjà de persones que vivien en cada família era de 2,81.
Per edats la població es repartia de la següent manera: un 21,3% tenia menys de 18 anys, un 9% entre 18 i 24, un 27% entre 25 i 44, un 29,2% de 45 a 60 i un 13,5% 65 anys o més.
L'edat mediana era de 40 anys. Per cada 100 dones de 18 o més anys hi havia 84,2 homes.
La renda mediana per habitatge era de 21.875 $ i la renda mediana per família de 20.625 $. Els homes tenien una renda mediana de 10.000 $ mentre que les dones 16.250 $. La renda per capita de la població era de 7.281 $. Entorn del 35,3% de les famílies i el 34,3% de la població estaven per davall del llindar de pobresa.

## Poblacions properes
El següent diagrama mostra les poblacions més properes.